# Programme international de recherche en lecture scolaire

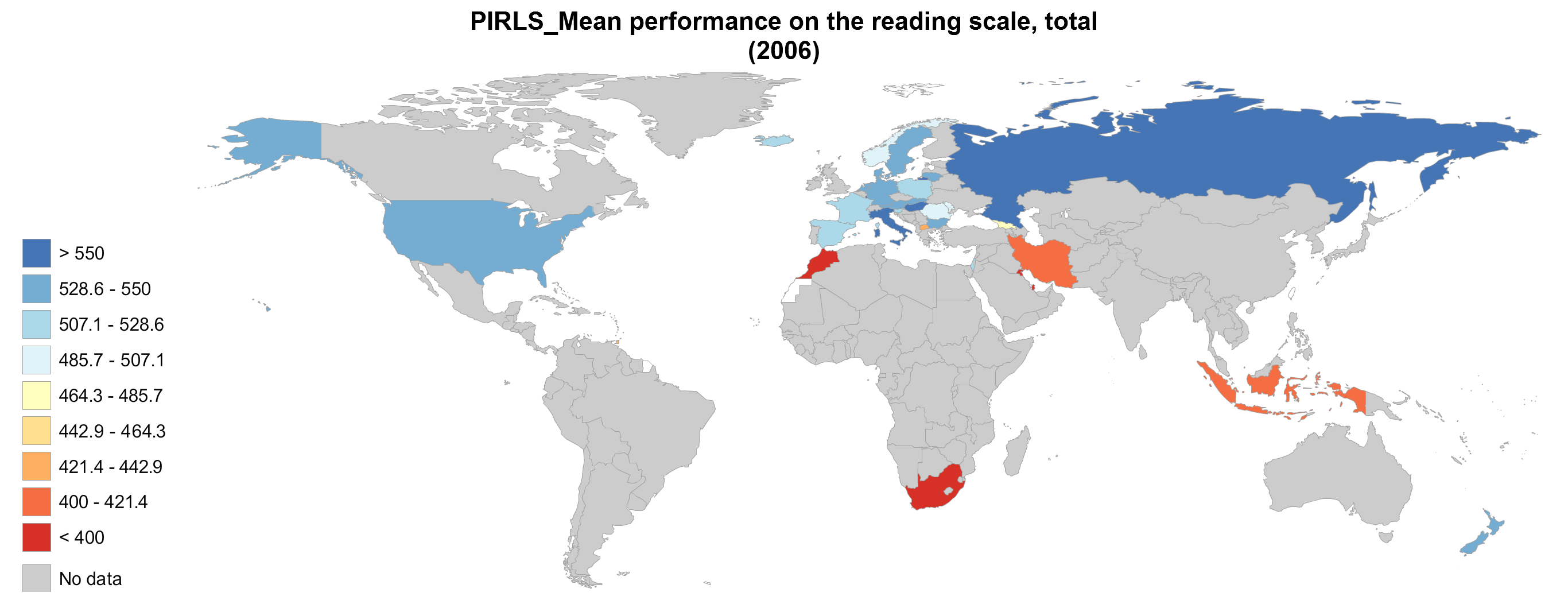
Classement PIRLS 2006

Le PIRLS (Progress in International Reading Literacy - Programme international de recherche en lecture scolaire) est un programme de l'International Association for the Evaluation of Educational Achievement (en) basée aux Pays-Bas et qui évalue l'apprentissage de la lecture dans différents pays participants.

## Méthodologie
L'enquête PIRLS est réalisée par l'IEA, l'International Association for the Evaluation of Educational Achievement (en), rassemblant notamment l'International Study Center du Boston College (États-Unis). Ce programme existe depuis 2001.
Contrairement à l'enquête PISA, la population étudiée dans les enquêtes PIRLS ne correspond pas à une génération d'élèves du même âge mais à l'ensemble des élèves, qui peuvent donc être d'un âge différent, présents à un certain niveau de la scolarité. La classe ciblée correspond au 4e niveau d'enseignement en prenant comme référence la classification internationale de type de l'éducation définie par l'UNESCO. Une réserve cependant, l'âge moyen des élèves ne doit pas être inférieur à 9,5 ans en moyenne au moment de la passation, ce qui peut amener dans certains pays, par exemple en Angleterre, à organiser la passation au 5e niveau d'enseignement. Dans le système éducatif français, cette classe type correspond au CM1. En 2011, les élèves français avaient en moyenne 10,0 ans lors de la passation, un âge légèrement inférieur à la moyenne de l'enquête (10,2).
L'enquête PIRLS évalue la compréhension en lecture en distinguant quatre compétences : "Prélever des informations explicites", "Inférer directement", "Interpréter idées et informations", "Apprécier le contenu, la langue et les éléments textuels". Ces compétences représentaient respectivement 22 %, 28 %, 37 % et 13 % du barème en 2011. final.
La longueur moyenne des textes est de 850 mots et contiennent en général des documents ou des illustrations. Les textes choisis témoignent à parts égales des deux objectifs majeurs de la lecture : lecture documentaire et lecture littéraire.

## PIRLS 2011
En 2011, 45 pays participaient dont, pour les pays francophones, la France et le Canada.
En 2011, 300 000 élèves (dont 4 438 Français) ont passé le test.
Le test est composé de questions à choix multiples (QCM) et d'exercice d'écriture.
L'IAE organise un programme similaire pour l'évaluation en mathématiques, le TIMSS.